# Morti nel 1978/Senza giorno specificato
| Questa pagina contiene informazioni ricavate automaticamente dalle voci biografiche con l'ausilio del template Bio e di un bot. L'aggiornamento è periodico e automatico e ricostruisce completamente la pagina. Se manca una persona in questa lista, sei pregato di non aggiungerla, ma accertati piuttosto che la sua voce biografica contenga il template Bio e che i dati anagrafici siano correttamente compilati. Se il template Bio manca, inseriscilo tu stesso o, in alternativa, metti l'avviso {{tmp\|Bio}} che ne segnala la mancanza. Se i dati riportati sono sbagliati, correggi direttamente la voce biografica; le modifiche saranno visibili in questa lista entro pochi giorni. Per chiarimenti vedi il progetto biografie. La lista contiene solo le 98 persone che sono citate nell'enciclopedia e per le quali è stato implementato correttamente il template Bio. Pagina aggiornata al 3 mar 2024. |

- Mehemed Fehmy Agha, designer russo (n. 1896)
- René Albrecht-Carrié, storico statunitense (n. 1904)
- Hasan Ferid Alnar, musicista turco (n. 1906)
- Alfred Andreasen, inventore danese (n. 1896)
- Pavel Grigor'evič Antokolskij, poeta russo (n. 1896)
- Joaquín Baleztena, politico spagnolo (n. 1883)
- Ugo Barbuti, matematico italiano (n. 1914)
- Ninetta Bartoli, politica italiana (n. 1896)
- Primo Bay, calciatore italiano (n. 1900)
- Alfred Bellinger, archeologo e numismatico statunitense (n. 1893)
- Stefano Benech, pittore, dirigente sportivo e militare italiano (n. 1884)
- Pedro Berges, calciatore cubano (n. 1906)
- Giuseppe Bernini, cestista italiano (n. 1915)
- Václav Bečvář, sollevatore cecoslovacco (n. 1908)
- Arturo Bonfanti, pittore e illustratore italiano (n. 1905)
- Aldo Borsani, calciatore italiano (n. 1906)
- Augusto Calore, avvocato, politico e dirigente sportivo italiano (n. 1886)
- Giuseppe Cappadonia, illustratore e fumettista italiano (n. 1888)
- Mario Cappelli, scultore italiano (n. 1915)
- Mario Cattarini, cestista e calciatore italiano (n. 1922)
- Carlo Cherubini, pittore italiano (n. 1897)
- Giuseppe Citanna, critico letterario italiano (n. 1890)
- Pietro Cortelezzi, pittore italiano (n. 1898)
- Guglielmo Dattaro, militare e politico italiano (n. 1912)
- Rhys Davies, scrittore gallese (n. 1901)
- Teresa De Caprio, infermiera italiana (n. 1885)
- Giuseppe De Florentiis, saggista e traduttore italiano (n. 1893)
- Francesco De Rocchi, pittore italiano (n. 1902)
- Thomas DeSimone, mafioso statunitense (n. 1950)
- John Dawson Dewhirst, insegnante britannico (n. 1952)
- Giuseppe Figoni, imprenditore e designer italiano (n. 1892)
- Alice Fitoussi, cantante algerina (n. 1916)
- Vittorio Frandoli, ingegnere e architetto italiano (n. 1902)
- Otello Gaddi, militare italiano (n. 1901)
- Antonio Gasparetti, ispanista e traduttore italiano (n. 1903)
- Francesco Giulietti (n. 1883)
- Antonina Gordej,  bielorussa (n. 1907)
- Bernard Halpern, medico francese (n. 1904)
- Ali Matan Hashi, politico e generale somalo (n. 1927)
- Paul Herman Buck, storico statunitense (n. 1899)
- Wilhelm Hofmeister, designer tedesco (n. 1912)
- Miguel Itzigsohn, astronomo argentino
- Lev Davidovič Konstantinovskij, regista cinematografico russo (n. 1907)
- Angelo La Mantia, mafioso italiano (n. 1904)
- Mary Leigh, attivista britannica (n. 1885)
- Leung Sheung, artista marziale cinese (n. 1918)
- Ettore Luccini, docente italiano (n. 1910)
- Carlile Aylmer Macartney, storico inglese (n. 1875)
- Mario Magrini, calciatore italiano (n. 1919)
- Mario Manfredi, calciatore italiano (n. 1910)
- Ciccheddu Mannoni, cantante italiano (n. 1899)
- Pacifico Mazzoni, matematico italiano (n. 1895)
- Jimmy McColl, calciatore scozzese (n. 1892)
- Antonio Messineo, gesuita e scrittore italiano (n. 1897)
- Remigio Milano, calciatore italiano (n. 1899)
- Leone Minassian, pittore e critico d'arte italiano (n. 1905)
- Alfred Naccache, politico libanese (n. 1887)
- Vittorio Nappi, mafioso italiano (n. 1896)
- Vitorino Nemésio, letterato e insegnante portoghese (n. 1901)
- Héctor Oesterheld, fumettista argentino (n. 1919)
- Pieter Oosterhoff, astronomo olandese (n. 1904)
- Val Page, progettista britannico (n. 1891)
- Mir Jalal Pashayev, scrittore azero (n. 1908)
- Giovanni Pennacchio, direttore d'orchestra e compositore italiano (n. 1878)
- Robert H. Perry, ingegnere statunitense (n. 1924)
- Enoch Peserico, fisiologo, cardiologo e politico italiano (n. 1897)
- Raimondo Piras, poeta italiano (n. 1905)
- Attilio Polato, pittore italiano (n. 1896)
- Nelson Poynter, editore statunitense (n. 1903)
- Dario Quintavalle, dirigente pubblico e magistrato italiano (n. 1898)
- Francesco Racanelli, medico italiano (n. 1904)
- Marta Radici, pediatra italiana (n. 1901)
- Hanni Reinwald, modella e attrice tedesca (n. 1903)
- Gian Piero Restellini, pittore italiano (n. 1895)
- José Antonio Rodríguez, calciatore cubano (n. 1912)
- Giacomo Rosapepe, funzionario italiano
- Rosa Rosà, scrittrice, disegnatrice e fotografa austriaca (n. 1884)
- Titina Rota, costumista, scenografa e pittrice italiana (n. 1899)
- Michele Rubino, disegnatore italiano (n. 1910)
- Ralph Sawyer, fisico statunitense (n. 1895)
- Annibale Scicluna Sorge, funzionario e giornalista italiano (n. 1908)
- Dino Secco Suardo, politico, diplomatico e antifascista italiano (n. 1889)
- Jean Sendy, scrittore e traduttore francese (n. 1910)
- Carlos Septién, calciatore messicano (n. 1923)
- Gustav Sorge, militare tedesco (n. 1911)
- Mario Sturani, pittore e ceramista italiano (n. 1906)
- Paolo Telesforo, politico italiano (n. 1884)
- Teng Huo-Tu, ittiologo taiwanese (n. 1911)
- Gheorghe Teodorescu, cestista rumeno (n. 1922)
- Maria Timpanaro Cardini, filologa italiana (n. 1890)
- Gyula Tóth, calciatore ungherese (n. 1920)
- Vladimir Ul'janov, pallavolista sovietico (n. 1921)
- Johannes Vaes, mineralogista belga (n. 1902)
- Giuseppe Valenti, calciatore e allenatore di calcio italiano (n. 1907)
- Aleksandr Fëdorovič Volčkov, giurista e militare sovietico (n. 1902)
- Herb Wells, calciatore statunitense (n. 1901)
- Sid Wyman, giocatore di poker statunitense (n. 1910)
- Wen Yimin, regista cinematografico e attore cinese (n. 1890)